# Giacomo di Lusignano
Giacomo di Lusignano (1350 circa – 1395 o 1397) fu conte di Tripoli, dal 1372 alla sua morte.

## Biografia

### Infanzia
Sia secondo la Chroniques d'Amadi et de Strambaldi. T. 1, che secondo Les familles d'outre-mer, Giacomo era l'unico figlio del Reggente di Cipro e Principe titolare d'Antiochia, Giovanni di Lusignano e della sua seconda moglie, Alice d'Ibelin, figlia di Guido di Ibelin, siniscalco di Cipro e di Margherita di Ibelin.

Giovanni di Lusignano, sia secondo Les familles d'outre-mer, che secondo la Chroniques d'Amadi et de Strambaldi. T. 1, era il figlio terzogenito del re di Cipro e di Gerusalemme Ugo IV (1294 – 1359) e di Alice d'Ibelin (1305 c. – 1386), che, ancora secondo Les familles d'outre-mer, che secondo la Chroniques d'Amadi et de Strambaldi. T. 1, era figlia di Guido d'Ibelin, signore del castello di Nicosia, siniscalco di Cipro e della moglie, nonché cugina, Isabella o Margherita d'Ibelin.

Sia secondo Les familles d'outre-mer, che secondo la Chroniques d'Amadi et de Strambaldi. T. 1, Ugo era l'unico figlio maschio del Connestabile del regno di Cipro, Guido di Lusignano e della moglie, la signora di Beirut, Eschiva di Ibelin, che, ancora secondo Les familles d'outre-mer, era la figlia secondogenita di Giovanni di Ibelin, signore di Beirut e di Alice de la Roche, figlia di Guido I de la Roche, Duca di Atene.
Il 17 gennaio 1369, suo zio, il re di Cipro e re titolare di Gerusalemme, Pietro I, fu ucciso, probabilmente con la complicità dei suoi stessi fratelli, suo padre Giovanni, principe di Antiochia e l'altro suo zio, Giacomo, che, pur presenti nella casa in cui veniva commesso l'omicidio, non fecero nulla per aiutarlo.

L'omicidio di Pietro I viene confermato da Les familles d'outre-mer, e narrato sia dalla Chroniques d'Amadi et de Strambaldi. T. 1 che dalla Chronique de l'Île de Chypre.
Nel 1372, suo cugino, il nuovo re di Cipro e re titolare di Gerusalemme, Pietro II, gli cedette il titolo di conte di Tripoli; in un documento de Histoire de l'île de Chypre sous le règne des princes de la maison de Lusignan, Volume 2, datato 1395, Giacomo viene citato come conte di Tripoli (Johannis de Lusignano comitis Tripolitani).
Nel 1374, sua zia, Eleonora d'Aragona, la vedova di Pietro I, e suo cugino, Pietro II, per vendicare l'omicidio di Pietro I, tesero un tranello a suo padre, Giovanni  e favorirono il suo assassinio.
Nel 1382, suo cugino, Pietro II, concordò con Giacomo il matrimonio con la propria sorella, Margherita o Maria, con la promessa che alla sua morte gli sarebbe succeduto, ma quando in quello stesso anno morì, gli fu preferito lo zio, Giacomo.
La madre di Margherita, Eleonora, che, nel 1380 era tornata in Catalogna, forse contraria a questo matrimonio, continuava a interessarsi e intervenire nella vita di Margherita, come ci viene confermato dalla lettera, datata 18 maggio 1383, di suo cugino, il re, Pietro IV di Aragona a papa Urbano VI, in cui chiede di non rilasciare alcuna dispensa matrimoniale per Margherita, senza l'avallo della madre, Eleonora (domina Alienora, Jherusalem et Cipri regina, matre sua, consanguinea nostra).

### Matrimonio
Giacomo, nel 1385, sposò la cugina prima Margherita o Maria di Lusignano(ca 1360 – circa 1397), sorella di re Pietro II, figlia di Pietro I di Cipro (fratello di suo padre, Giovanni) e della seconda moglie Leonor d'Aragona-Gandia, che, ancora secondo Les familles d'outre-mer, che ancora secondo Les familles d'outre-mer, era figlia dell'infante Pietro d'Aragona e Angiò (settimo figlio (quarto maschio) del re d'Aragona e di Valencia, Conte di Barcellona e delle altre contee catalane Giacomo II il Giusto e di Bianca di Napoli, figlia del re di Napoli, Carlo lo Zoppo e di Maria D'Ungheria), conte di Ribagorza e di Empúries, Conte di Prades e Signore di Dénia e Gandía e Siniscalco di Catalogna, e di Giovanna di Foix-Béarn (?-ca. 1358).

Nel 1376, Margherita era stata promessa a Carlo Visconti, come da documento n° CXXIII dei Documenti diplomatici tratti dagli Archivj Milanesi, Volume 1, datato 4 aprile 1376; il matrimonio non fu mai celebrato. 

## Discendenza
Giovanni da Margherita, secondo Les familles d'outre-mer, ebbe quattro figli:
- Giovanni[14] († 1428/1432), conte titolare di Tripoli, celibe e senza discendenza[14]
- Pietro[14] († 10 febbraio, 1451), conte titolare di Tripoli, reggente di Cipro, conestabile titolare e siniscalco titolare di Gerusalemme, sposò la cugina, circa 1415, Isabella di Lusignano, principessa di Cipro, figlia di Giacomo I di Cipro e di Helvis o Helisia di Brunswick-Grubenhagen, senza eredi[14] , ed ebbe un figlio illegittimo:
  - Febo di Lusignano, maresciallo d'Armenia titolare e signore titolare di Sidone
- Eleonora[14] († circa 1414), sposa nel 1406 (circa) suo cugino Enrico di Lusignano (m. 1427), principe di Galilea titolare, figlio Giacomo I di Cipro, senza discendenza
- Loysia o Eschiva[14], (probabilmente) sposa dopo il 19 marzo, 1406 suo cugino Eudes di Lusignano (m. Palermo, 1421), siniscalco titolare di Gerusalemme, al servizio del re d'Aragona, figlio di Giacomo I di Cipro, senza discendenza legittima.

## Ascendenza
|                                                  |                                           |                                                | Genitori                                                    |  |  | Nonni |  |  | Bisnonni                                     |  |  | Trisnonni                              |  |
|                                                  |                                           |                                                |                                                             |  |  |       |  |  | 8. Guido di Lusignano, connestabile di Cipro |  |  | 16. Ugo III, re di Cipro e Gerusalemme |  |
|                                                  |                                           |                                                |                                                             |  |  |       |  |  | 8. Guido di Lusignano, connestabile di Cipro |  |  | 16. Ugo III, re di Cipro e Gerusalemme |  |
|                                                  |                                           | 17. Isabella d'Ibelin                          |                                                             |  |  |       |  |  | 8. Guido di Lusignano, connestabile di Cipro |  |  |                                        |  |
| 4. Ugo IV, re di Cipro                           |                                           |                                                |                                                             |  |  |       |  |  | 8. Guido di Lusignano, connestabile di Cipro |  |  |                                        |  |
|                                                  |                                           | 9. Eschiva d'Ibelin, signora di Beirut         | 18. Giovanni d'Ibelin, signore di Beirut                    |  |  |       |  |  |                                              |  |  |                                        |  |
|                                                  |                                           | 9. Eschiva d'Ibelin, signora di Beirut         | 18. Giovanni d'Ibelin, signore di Beirut                    |  |  |       |  |  |                                              |  |  |                                        |  |
|                                                  |                                           | 9. Eschiva d'Ibelin, signora di Beirut         | 19. Alice de la Roche                                       |  |  |       |  |  |                                              |  |  |                                        |  |
| 2. Giovanni I di Lusignano, principe d'Antiochia |                                           | 9. Eschiva d'Ibelin, signora di Beirut         |                                                             |  |  |       |  |  |                                              |  |  |                                        |  |
|                                                  |                                           | 10. Guido d'Ibelin, siniscalco di Cipro        | 20. Baliano IV d'Ibelin, siniscalco di Cipro                |  |  |       |  |  |                                              |  |  |                                        |  |
|                                                  |                                           | 10. Guido d'Ibelin, siniscalco di Cipro        | 20. Baliano IV d'Ibelin, siniscalco di Cipro                |  |  |       |  |  |                                              |  |  |                                        |  |
|                                                  |                                           | 10. Guido d'Ibelin, siniscalco di Cipro        | 21. Alice de Lampron                                        |  |  |       |  |  |                                              |  |  |                                        |  |
| 5. Alice d'Ibelin                                |                                           | 10. Guido d'Ibelin, siniscalco di Cipro        |                                                             |  |  |       |  |  |                                              |  |  |                                        |  |
|                                                  |                                           | 11. Isabella d'Ibelin                          | 22. Baldovino d'Ibelin, signore di Korakou e Vitzada        |  |  |       |  |  |                                              |  |  |                                        |  |
|                                                  |                                           | 11. Isabella d'Ibelin                          | 22. Baldovino d'Ibelin, signore di Korakou e Vitzada        |  |  |       |  |  |                                              |  |  |                                        |  |
|                                                  |                                           | 11. Isabella d'Ibelin                          | 23. Margherita di Gibelletto                                |  |  |       |  |  |                                              |  |  |                                        |  |
| 1. Giacomo di Lusignano, conte di Tripoli        |                                           | 11. Isabella d'Ibelin                          |                                                             |  |  |       |  |  |                                              |  |  |                                        |  |
|                                                  | 12. Filippo d'Ibelin, siniscalco di Cipro | 24. Guido d'Ibelin, connestabile di Cipro      |                                                             |  |  |       |  |  |                                              |  |  |                                        |  |
|                                                  | 12. Filippo d'Ibelin, siniscalco di Cipro | 24. Guido d'Ibelin, connestabile di Cipro      |                                                             |  |  |       |  |  |                                              |  |  |                                        |  |
|                                                  | 12. Filippo d'Ibelin, siniscalco di Cipro | 25. Filippa Berlais                            |                                                             |  |  |       |  |  |                                              |  |  |                                        |  |
| 6. Guido d'Ibelin, siniscalco di Cipro           | 12. Filippo d'Ibelin, siniscalco di Cipro |                                                |                                                             |  |  |       |  |  |                                              |  |  |                                        |  |
|                                                  |                                           | 13. Maria Embriaco, signora di Gibelletto      | 26. Guido II Embriaco, signore di Gibelletto                |  |  |       |  |  |                                              |  |  |                                        |  |
|                                                  |                                           | 13. Maria Embriaco, signora di Gibelletto      | 26. Guido II Embriaco, signore di Gibelletto                |  |  |       |  |  |                                              |  |  |                                        |  |
|                                                  |                                           | 13. Maria Embriaco, signora di Gibelletto      | 27. Margherita de Grenier                                   |  |  |       |  |  |                                              |  |  |                                        |  |
| 3. Alice d'Ibelin                                |                                           | 13. Maria Embriaco, signora di Gibelletto      |                                                             |  |  |       |  |  |                                              |  |  |                                        |  |
|                                                  |                                           | 14. Guido d'Ibelin, siniscalco di Cipro (= 10) | 28. Baliano IV d'Ibelin, siniscalco di Cipro (= 20)         |  |  |       |  |  |                                              |  |  |                                        |  |
|                                                  |                                           | 14. Guido d'Ibelin, siniscalco di Cipro (= 10) | 28. Baliano IV d'Ibelin, siniscalco di Cipro (= 20)         |  |  |       |  |  |                                              |  |  |                                        |  |
|                                                  |                                           | 14. Guido d'Ibelin, siniscalco di Cipro (= 10) | 29. Alice de Lampron (= 21)                                 |  |  |       |  |  |                                              |  |  |                                        |  |
| 7. Margherita d'Ibelin                           |                                           | 14. Guido d'Ibelin, siniscalco di Cipro (= 10) |                                                             |  |  |       |  |  |                                              |  |  |                                        |  |
|                                                  |                                           | 15. Isabella d'Ibelin (= 11)                   | 30. Baldovino d'Ibelin, signore di Korakou e Vitzada (= 22) |  |  |       |  |  |                                              |  |  |                                        |  |
|                                                  |                                           | 15. Isabella d'Ibelin (= 11)                   | 30. Baldovino d'Ibelin, signore di Korakou e Vitzada (= 22) |  |  |       |  |  |                                              |  |  |                                        |  |
|                                                  |                                           | 15. Isabella d'Ibelin (= 11)                   | 31. Margherita di Gibelletto (= 23)                         |  |  |       |  |  |                                              |  |  |                                        |  |
|                                                  |                                           | 15. Isabella d'Ibelin (= 11)                   |                                                             |  |  |       |  |  |                                              |  |  |                                        |  |

### Fonti primarie
- (IT)  Chroniques d'Amadi et de Strambaldi. T. 1.
- (IT)  Chronique de l'Île de Chypre.
- (LA)  Histoire de l'île de Chypre sous le règne des princes de la maison de Lusignan. 2.
- (LA)  Histoire de l'île de Chypre sous le règne des princes de la maison de Lusignan, volume 3.
- (LA)  Documenti diplomatici tratti dagli Archivj Milanesi, Volume 1.

### Letteratura storiografica
- (FR)  Les familles d'outre-mer.